# Ameisenbühl (Kohlwald)
Der Ameisenbühl ist eine bewaldete Anhöhe südöstlich von Schirnding in Oberfranken. Der Gipfel liegt auf 525 m ü. NHN am Nordwestrand des Arzberger Forstes im südöstlichen Fichtelgebirge.

## Gewässer
Westlich der Anhöhe befinden sich der Lindenbach und sein Zufluss Kalter Bach, östlich davon Schmecken- und Raitschenbach, dem späteren Grenzbach (tschechisch: Pomezní potok). Sie münden nach kurzem Verlauf in die nordwestlich passierende Röslau.

## Geschichte
An der Nordseite verlief in früheren Jahren eine wichtige Straße („Via que procedit de Egire“) nach Eger (Cheb). Seine östliche Flanke stellte seit ehedem die natürliche Grenze zwischen dem Königreich Böhmen und dem Königreich Bayern dar. Neben dem „offiziellen“ Handelsweg, entlang des Tales der Röslau, verliefen über die damals „Meisenbuhl“ genannte Anhöhe zahlreiche Schmuggelpfade. Die Flurbezeichnungen wie Tabaksteig, Passauf oder Durchschlupf, die bereits im bayerischen Urkataster in den 1810er Jahren auftauchen belegen, dass dies ein „offenes Geheimnis“ war. Nach der Weltwirtschaftskrise fiel der dortige Grenzverlauf während der Zeit des Nationalsozialismus für einige Jahre in die Bedeutungslosigkeit, die Flurbezeichnungen blieben jedoch erinnerlich.
Unmittelbar nach dem Ende des Zweiten Weltkrieges wurde die Grenze im Zuge der Abschottung des Ostblockes zum Eisernen Vorhang befestigt. Stacheldrahtverhaue aus der Kriegszeit wurden durch Hochspannungszäune ersetzt und Teilabschnitte der sogenannten „grünen Grenze“ vermint und zu einem Teil des „Todesstreifens“ ausgebaut. Erst in den 1990er Jahren, mit dem Zerfall der Sowjetunion und der Liberalisierung der Beziehungen zur Tschechoslowakei wurden die Grenzanlagen teilweise zurückgebaut. Noch heute sind die ehemaligen Waldschneisen am Ostrand des Ameisenbühl auf Luftbildern deutlich zu erkennen.

## Karten
- Fritsch Wanderkarte 1:50.000, Blatt 52, Naturpark Fichtelgebirge – Steinwald